# Itzehoe
Itzehoe (phát âm tiếng Đức: [ɪtsəˈhoː]) là một thị xã của Đức, ở bang Schleswig-Holstein, huyện lỵ huyện Steinburg.
Đô thị này tọa lạc bên Stör, một nhánh của sông Elbe, cách Hamburg 51 km về phía tây bắc Hamburg và 24 km về phía bắc của Glückstadt. Dân số khoảng 34.900 người.
Nhà thờ St Lawrence, có niên đại từ thế kỷ 12,
Itzehoe là thị xã cổ nhất Holstein. Trung tâm thị xã này là một toà lâu đài được xây năm 809 bởi Egbert, một trong những công tước của Charlemagne chống lại người Đan Mạch.
Thị xã này kết nghĩa với Cirencester ở Vương quốc Anh 